# Jakob Weiseborn
Jakob Weiseborn (* 22. März 1892 in Frankfurt am Main; † 20. Januar 1939 in Flossenbürg) war ein deutscher SS-Sturmbannführer sowie Lagerkommandant des Konzentrationslagers Flossenbürg. 

## Leben
Jakob Weiseborn, der als Berufssoldat 18 Jahre bei der Marine diente, war Mitglied der NSDAP (Mitgliedsnummer 753.119) und SS (SS-Nr. 17.063). Nach der Machtübernahme durch die Nationalsozialisten wurde er zunächst ab Januar 1935 im KZ Dachau und infolge einer Strafversetzung ab Ende 1935 im KZ Esterwegen eingesetzt. Im April 1936 übernahm Weiseborn den Posten des Schutzhaftlagerführers von Karl d’Angelo im KZ Dachau. Von Ende 1936 bis Juli 1937 fungierte er als Schutzhaftlagerführer im KZ Sachsenhausen und danach als 2. Schutzhaftlagerführer im KZ Buchenwald. An den Häftlingsbaracken des KZ Buchenwald wurde von der SS folgender Spruch angeschrieben: „Gott erschuf in seinem Zorn den Hauptsturmführer Weiseborn.“
Weiseborn, ein chronischer Alkoholiker, wurde Anfang Mai 1938 Lagerkommandant des Konzentrationslagers Flossenbürg und blieb dies bis zum Januar 1939. Am 20. Januar 1939 beging Weiseborn in Flossenbürg mit Gift Suizid, da gegen ihn wegen Unterschlagungen im KZ Buchenwald ermittelt wurde.